# Strömsundshemmets kapell
Strömsundshemmets kapell är en kyrkobyggnad i Strömsund, Luleå kommun, vilken tillhör Råneå församling i Luleå stift. Strömsundshemmet består av gamla kyrkstugor, norrbottensgårdar och bagarstugor som alla härrör från trakten.